# Resolutie 846 Veiligheidsraad Verenigde Naties
Resolutie 846 van de Veiligheidsraad van de Verenigde Naties werd op 22 juni 1993 unaniem aangenomen door de VN-Veiligheidsraad. De resolutie richtte de UNOMUR-waarnemingsmissie op de Rwandees-Oegandese grens.

## Achtergrond
Al tijdens het Belgische koloniale tijdperk was er geweld tussen de Hutu- en de Tutsi-bevolkingsgroepen in Rwanda. Desondanks bleef die laatste, die in de minderheid was, de macht uitdragen. Na de onafhankelijkheid bleef het etnische conflict aanslepen tot in 1978 de Hutu's aan de macht verkozen werden. Tijdens deze rustige periode mochten Tutsi-vluchtelingen niet naar Rwanda terugkeren en in de jaren 1980 kwam het opnieuw tot geweld. In 1990 vielen Tutsi-milities van het FPR met Oegandese steun Rwanda binnen. Met Westerse steun werden zij echter verdreven. Toch werden hieropvolgend vredesgesprekken aangeknoopt.

## Inhoud
De Veiligheidsraad:
- Bevestigt resolutie 812.
- Neemt nota van het rapport van secretaris-generaal Boutros Boutros-Ghali.
- Neemt ook nota van Rwanda en Oegandas verzoek om VN-waarnemers langs hun grens.
- Benadrukt dat een hervatting van de gevechten in Rwanda moet worden voorkomen.
- Benadrukt de nood aan een onderhandelde oplossing in het kader van de overeenkomst van Arusha.
- Huldigt de inspanningen van de Organisatie van Afrikaanse Eenheid (OAE) en Tanzania.
- Neemt nota van het gezamenlijke verzoek van Rwanda en het FPR over een neutrale internationale macht.
- Benadrukt het belang van de gaande onderhandelingen en zal na ondertekening van een akkoord steun aan de OAE overwegen voor de uitvoer ervan.

1. Verwelkomt het rapport.
2. Besluit de VN-Waarnemingsmissie Oeganda-Rwanda (UNOMUR) op te richten aan de Oegandese zijde van de grens voor een initiële periode van zes maanden.
3. Besluit dat UNOMUR erop zal toezien dat geen militaire bijstand Rwanda bereikt.
4. Vraagt de secretaris-generaal eerst een status of mission-akkoord te sluiten met Rwanda over onder meer de veiligheid van en samenwerking met UNOMUR en de ondersteuning van Oeganda.
5. Keurt het sturen van een voorhoede binnen de 15 dagen en een volledige inzet binnen de dertig dagen daarop goed.
6. Dringt er bij Rwanda en de FPR op aan het internationaal humanitair recht strikt na te leven.
7. Dringt er verder op aan dat ze geen acties ondernemen die de spanningen kunnen doen oplopen.
8. Verwelkomt de Secretaris-Generaals beslissing om de OAE te steunen met twee militaire experts die de Neutrale Militaire Waarnemingsgroep (NMOG) zullen bijstaan.
9. Dringt aan op een snel vredesakkoord.
10. Vraagt de secretaris-generaal te rapporteren over de uitkomst van de gesprekken in Arusha.
11. Vraagt hem verder te rapporteren over de mogelijke bijdrage die de VN kunnen leveren aan de uitvoering van een vredesakkoord.
12. Vraagt hem ook binnen de zestig dagen te rapporteren over de uitvoering van deze resolutie.
13. Besluit actief op de hoogte te blijven.

## Verwante resoluties
- Resolutie 812 Veiligheidsraad Verenigde Naties
- Resolutie 872 Veiligheidsraad Verenigde Naties
- Resolutie 891 Veiligheidsraad Verenigde Naties

Lijst ·  800 ·  801 ·  802 ·  803 ·  804 ·  805 ·  806 ·  807 ·  808 ·  809 ·  810 ·  811 ·  812 ·  813 ·  814 ·  815 ·  816 ·  817 ·  818 ·  819 ·  820 ·  821 ·  822 ·  823 ·  824 ·  825 ·  826 ·  827 ·  828 ·  829 ·  830 ·  831 ·  832 ·  833 ·  834 ·  835 ·  836 ·  837 ·  838 ·  839 ·  840 ·  841 ·  842 ·  843 ·  844 ·  845 ·  846 ·  847 ·  848 ·  849 ·  850 ·  851 ·  852 ·  853 ·  854 ·  855 ·  856 ·  857 ·  858 ·  859 ·  860 ·  861 ·  862 ·  863 ·  864 ·  865 ·  866 ·  867 ·  868 ·  869 ·  870 ·  871 ·  872 ·  873 ·  874 ·  875 ·  876 ·  877 ·  878 ·  879 ·  880 ·  881 ·  882 ·  883 ·  884 ·  885 ·  886 ·  887 ·  888 ·  889 ·  890 ·  891 ·  892